# Temnora dicanus
Temnora dicanus är en fjärilsart som beskrevs av Jean Baptiste Boisduval 1847. Temnora dicanus ingår i släktet Temnora och familjen svärmare. Inga underarter finns listade i Catalogue of Life.